# Callilepis gosoga
Espèce
Callilepis gosoga est une espèce d'araignées aranéomorphes de la famille des Gnaphosidae.

## Distribution
Cette espèce se rencontre aux États-Unis en Californie et au Mexique en Basse-Californie,,.

## Description
Les mâles mesurent 3,27 mm en moyenne et les femelles de 3,71 à 5,33 mm.

## Publication originale
- Chamberlin & Gertsch, 1940 : Descriptions of new Gnaphosidae from the United States. American Museum novitates, no 1068, p. 1-19 (texte intégral).